# Heikintori
Heikintori est un centre commercial dans le centre piétonnier de Tapiola  à Espoo en Finlande .

## Présentation
Heikintori est le deuxième centre commercial le plus ancien de Finlande  et l'un des environnements culturels bâtis d'importance nationale.
Conçu par Aarne Ervi et ouvert en 1968, sa surface locative totale est de 6 200 m².
Heikintori appartient à Citycon Oyj et à 27 autres propriétaires,.
En 2020, Heikintori ne comptait que quelques boutiques, dont deux restaurants, un bar, un coiffeur et une brocante.
Des commerces d'origine, il reste le restaurant Ribis.